# Sssssss
Sssssss este un film de groază american din 1973 regizat de Bernard L. Kowalski. În rolurile principale joacă actorii  Strother Martin, Dirk Benedict și Heather Menzies.. Scenariul prezintă un student care devine asistent de laborator al unui herpetolog care dezvoltă pe ascuns un ser care poate transforma ființele umane în șerpi. Filmul a fost nominalizat la Premiul Saturn pentru cel mai bun film științifico-fantastic.
A fost lansat ca Ssssnake în Regatul Unit și ca Mysterious! The Vampire Human Snake în Japonia.

## Distribuție
- Strother Martin - Dr. Carl Stoner
- Dirk Benedict - David Blake
- Heather Mezies - Kristina Stoner
- Richard B. Shull - Dr. Ken Daniels